# Bartomeu Marí Ribas
Bartomeu Marí Ribas, (San José, Ibiza, 1966) es un filósofo y promotor cultural español. Entre 2008 y 2015 fue director del MACBA de Barcelona. En marzo de 2015 presentó su dimisión a raíz de una polémica sobre una obra de arte, que fue aceptada por los órganos de gobierno del museo. Ha sido director del Museo de Arte de Seúl y en junio del 2019 fue anunciado como el próximo director del Museo de Arte de Lima, cargo que abandonó en abril de 2020 debido a los efectos de la pandemia del COVID-19 en la institución.

## Biografía
Bartolomeu Marí se licenció en filosofía por la Universidad de Barcelona en 1989. Empezó su carrera profesional gestionando la Galería Bertsch y colaborando con el diario Avui y con revistas especializadas.
Se dio a conocer como comisario en la Fondation pour la Architecture de Bruselas, entre 1989 y 1993. Posteriormente trabajó en el Instituto Valenciano de Arte Moderno (IVAM) entre 1993 y 1995.
En 1996 se trasladó a Róterdam como director del centro de arte Contemporáneo Witte de With, cargo que ocuparía hasta el 2002, cuando se trasladó a San Sebastián para coordinar el proyecto de un centro internacional de cultura contemporánea, embrión de la actual Tabakalera. En aquella época también formó parte del comité de selección del director artístico de la Documenta 11, en Kassel.
Estuvo vinculado al Museo de Arte Contemporáneo de Barcelona (MACBA) desde el 2004, cuando fue nombrado miembro del departamento de exposiciones. El 14 de abril de 2008 fue nombrado director, después de ganar un concurso donde se presentaron 16 candidatos. De hecho, ya había ejercido como director en funciones desde el 30 de enero del mismo año, fecha en que Manuel Borja-Villel dejó el cargo para pasar a dirigir el Museo Reina Sofía.
Como director, mantuvo un estilo continuista del proyecto anterior, y propone centrarse más en la especialización que en la cronología para separar las colecciones MACBA-MNAC.
El 21 de octubre de 2009 compareció en el Parlamento de Cataluña ante una Comisión de Política Cultural para presentar los proyectos y necesidades del museo. También ha sido el responsable de la unión de la colección del museo con la de la Fundación La Caixa, creando una de las colecciones más importantes del sur de Europa. Desde 2014 fue presidente del Comité Internacional de Museos y Colecciones de Arte moderno y contemporáneo (CIMAM).
El miércoles 18 de marzo de 2015 trascendió a los medios por haber cancelado una exposición todavía no estrenada, La bestia y el soberano, que tenía que incluir la obra Haute couture 04 transporte, donde parece que el rey Juan Carlos I es sodomizado. Después de la polémica generada entre la comunidad artística y también entre el público, que lo interpretó como censura, el viernes 20 de marzo anunció la apertura de la exposición al día siguiente. El 23 de marzo de 2015 Bartomeu Mari dimite como director del Macba no sin antes cesar al conservador jefe Valentín Roma y al jefe de programas públicos Paul B. Preciado.

## Exposiciones relevantes
- Raoul Hausmann, arquitecto. Ibiza 1933-1939, Bruselas 1990.
- Bernard Tschumi Architect, Le Fresnoy, Bruselas 1993.
- Hermann Pitz, IVAM 1994.
- Miralda Obras 1969-1999, IVAM 1995.
- Eulàlia Valldosera. Works 1990-2000, Róterdam 2000.
- Cardinales, Museo de Arte contemporáneo de Vigo 2002.
- Bienal de Taipeh (Taiwán), 2002 (con Chia-chi Jason Wang)
- Juan Muñoz. La Voz Sola. Esculturas, dibujos y obras para la radio, La Casa Encendida, Madrid 2005 (con James Lingwood)
- Antoni Muntadas al Pabellón Español de la 51a Bienal de Venecia, Venecia 2005
- Ignasi Aballí, MACBA 2007
- Nomeda & Gediminas Urbonas. Dispositivos para la acción, MACBA 2008[19]
- Joan Jonas. Timelines MACBA 2007.
- Paralelo Benet Rossell, MACBA 2010.
- 31 artistes desfan les lògiques del poder, MACBA 2013.[20]
- La bestia i el sobirà, MACBA 2015.[21]